# Oázis

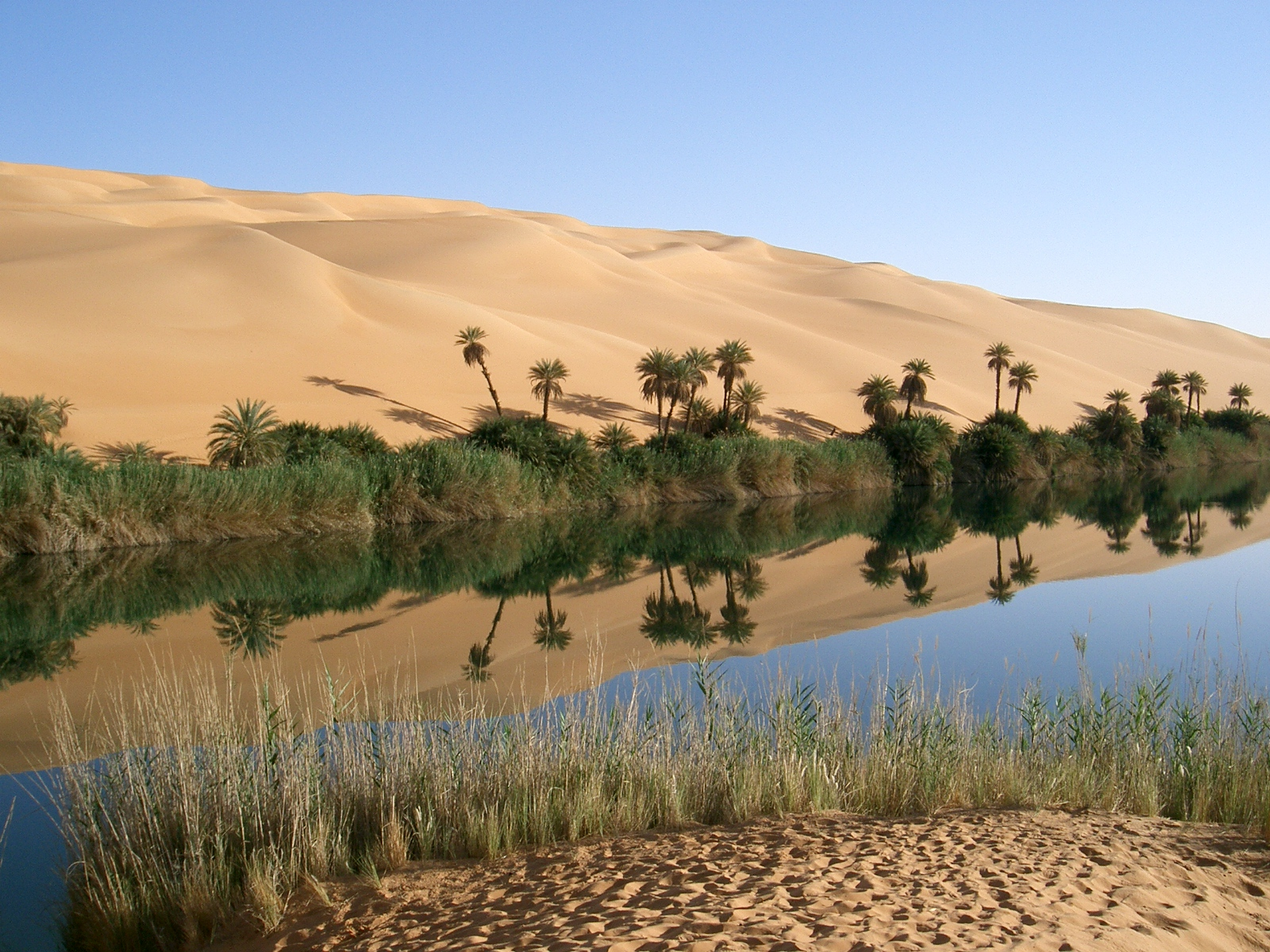
Ubári oázis a Szahara líbiai részén

Az oázis olyan sivatagi ökoszisztéma, állat- és növénytársulás, amely a tágabb földrajzi-ökológiai környezetre nem jellemző vízforrások (források, kutak, folyók és mesterséges csatornák stb.) közelében alakult ki. A föld alatti vízfolyás forrása akár 800 km távolságra is lehet az oázistól. A sivatagi vidékeken keresztülhaladó kereskedelmi karavánutak fontosabb állomásai, illetve a mostoha éghajlatú vidékek jelentősebb települései oázisok körül épültek ki. Az évszázadok során az egyes oázisok felett megszerzett politikai-katonai fennhatóság egyúttal a kereskedelmi utak ellenőrzését és gazdasági haszonvételét is jelentette. A Szaharában élők kétharmada oázisokban él.
Az oázisban többnyire a datolyapálma a fő élelemforrás; a pálmák árnyékában citrusféléket, fügét, őszibarackot, sárgabarackot, zöldségféléket és gabonaféléket termesztenek.
A legkiterjedtebb oázisok és jelentősebb településeik az afrikai Szaharában találhatóak: Egyiptomban a Nílus völgye több nagyvárossal (Aszjút, Szóhág, Asszuán), valamint az egyiptomi Fajjúm, Farafira, Kharga, Dakhla és Szíva-oázisok, Líbiában Audzsíla, Gudámisz, Kufra, Algériában a Mzab völgye (fő települése Gardája), és Lagvat (Laghouat). Afrikán kívüli jelentős oázisvárosok a szaúd-arábiai Katíf, Medina, a szíriai Damaszkusz, az iráni Tabasz, a kínai Tarim-medencében a Jarkend-darja és a Tarim völgye, az amerikai Las Vegas, a chilei San Pedro de Atacama stb.
Földrajzi környezetüktől való éles elkülönülésüket tekintve a sivatagi oázisokhoz hasonló ökológiai fülke az antarktiszi oázis és az észak-amerikai cienega.
Az oázis szó az ógörög óaszisz (görög betűkkel (ὄασις) kifejezésként került bele a latin nyelvbe, onnan pedig Európa más nyelveibe. A görög óaszisz  közvetlen kölcsönszó a démotikus egyiptomi nyelvből. Az oázis szó a kopt nyelvben (a demotikus egyiptomi leszármazottja) vahe vagy ouahe, ami „lakóhelyet” jelent. Az oázis arabul wāḥa (arab írással: واحة).

## Fordítás
- Ez a szócikk részben vagy egészben az  Oasis című angol Wikipédia-szócikk ezen változatának fordításán alapul.  Az eredeti cikk szerkesztőit annak laptörténete sorolja fel. Ez a jelzés csupán a megfogalmazás eredetét és a szerzői jogokat jelzi, nem szolgál a cikkben szereplő információk forrásmegjelöléseként.